# 遠見はるか
遠見 はるか（とおみ はるか）は、日本の女性声優。主にアダルトゲームに声をあてている。

## 出演
太字はメインキャラクター。

### アダルトアニメ
- 愛妻日記（2010年、能美早苗）
- 教育指導 The Animation（2010年、梶原明奈）
- ファイティング オブ エクスタシー（2011年、紅羽、ナレーション）
- ノ・ゾ・キ・ア・ナ（2013年、本並翔子）

### アダルトゲーム
2007年
- 母娘ねぶり〜誘う人妻・抱かれたい母娘〜（加賀美恋）
- 熟母中出し面談〜教え子の母・姦淫のススメ〜（橘和葉）
- 孕ませ催眠プリンセス（ジュエリ）

2008年
- こなゆき ふるり〜柚子原町カーリング部〜（中原麻美）
- 淫触の退魔巫女 楓（アヤメ）
- Palmyra〜熱砂の海と美なる戦姫〜（バト）

2009年
- エルフの姉弟〜寝取り孕ませ恋人交換〜（レオニード・ミラン）
- エルフのお姫様〜子づくり乱交で孕ませてっ！〜（他）
- はぴとら -Happy Transportation-（エイミ・ウォルター）
- 夏色さじたりうす〜浜井原学園弓道部〜（鬼和綾人）
- 夏色さじたりうす 外伝 綾人きゅんのおとこの娘日記（鬼和綾人）
- らくがきオーバーハート（柴村鈴子）
- DISCIPLINE LS（姫木可憐）
- ご近所裏サークル〜性教育はママにお任せ！〜（小倉ゆずる、相原浩紀）

2010年
- おキツネ様の恋するおまじない（鷹瀬京香）
- メイドさんひろった!（五藤薫子）
- 乙女恋心プリスター（ミャン、マリス・ミナジマ、リローテッド ハルル）[1]

2011年
- 黙って私のムコになれ!（八坂ふみゅ子）
- 玲央奈アフター（八坂ふみゅ子）

2012年
- あなたの事を好きと言わせて（小野瀬静）

2013年
- さくらさくらFESTIVAL!（謎の美少女[2]）
- VAMPIRE SWEETIE

2015年
- 恋する気持ちのかさねかた（柊美紀）

2016年
- 恋する気持ちのかさねかた 〜かさねた想いをずっと〜（皇城美紀）

### ドラマCD
- ライバルは義理の妹!?〜玲央奈お義姉さまの悪戦苦闘な一日〜（2011年、八坂ふみゅ子）[3]

## 音楽CD
| 発売日        | 商品名                                                     | 歌                   | 楽曲            | 備考                                                            |
| ------------- | ---------------------------------------------------------- | -------------------- | --------------- | --------------------------------------------------------------- |
| 2009年9月25日 | はぴとら -Happy Transportation- オリジナルサウンドトラック | エイミ（遠見はるか） | 「My Darling♥」 | PCゲーム『はぴとら -Happy Transportation-』エイミ編エンディング |